# Лич, Венди
Ве́нди Лич (англ. Wendy Leach) — канадская кёрлингистка.
В составе женской сборной Канады чемпионка мира среди женщин (1980); чемпионка Канады среди женщин (1980).
Играла в основном на позициях первого и второго.
В 2000 году введена в Зал славы канадского кёрлинга вместе со своими партнёршами по команде, выигравшей чемпионат мира 1980 — Мардж Митчелл, Нэнси Керр и Ширли Маккендри.

## Достижения
- Чемпионат мира по кёрлингу среди женщин: золото (1980).
- Чемпионат Канады по кёрлингу среди женщин: золото (1980), серебро (1975).

## Команды
| Сезон   | Четвёртый      | Третий          | Второй          | Первый        | Турниры             |
| ------- | -------------- | --------------- | --------------- | ------------- | ------------------- |
| 1978—79 | Мардж Митчелл  | Kenda Richards  | Нэнси Керр      | Венди Лич     |                     |
| 1979—80 | Мардж Митчелл  | Нэнси Керр      | Ширли Маккендри | Венди Лич     | ЧК 1980 · ЧМ 1980   |
| 1986—87 | Нэнси Керр     | Kendra Richards | Gertie Pick     | Венди Лич     | [ 3 ]               |
| 1994—95 | Crystal Brunas | Венди Лич       | Barb Cressman   | Dawn Obleman  |                     |
| 1996—97 | Susan Lang     | Kenda Richards  | Венди Лич       | Kathie Haugen |                     |
| 1997—98 | Susan Lang     | Kenda Richards  | Венди Лич       | Diane Baumung |                     |
| 2005—06 | Crystal Frisk  | Diane Baumung   | Roberta Fonger  | Венди Лич     | ЧКВ 2006 (11 место) |
| 2010—11 | Нэнси Керр     | Анита Форд      | Dawn Obleman    | Венди Лич     | [ 4 ]               |

(скипы выделены полужирным шрифтом)